# Neoatopsyche
Neoatopsyche är ett släkte av nattsländor. Neoatopsyche ingår i familjen Hydrobiosidae.
Kladogram enligt Catalogue of Life:
| Neoatopsyche | \| \| Neoatopsyche brevispina \| \| \| \| \| \| Neoatopsyche chilensis \| \| \| \| \| \| Neoatopsyche obliqua \| \| \| \| \| \| Neoatopsyche spinosella \| \| \| \| \| \| Neoatopsyche unispina \| \| \| \| |
|              | \| \| Neoatopsyche brevispina \| \| \| \| \| \| Neoatopsyche chilensis \| \| \| \| \| \| Neoatopsyche obliqua \| \| \| \| \| \| Neoatopsyche spinosella \| \| \| \| \| \| Neoatopsyche unispina \| \| \| \| |
|              | Neoatopsyche brevispina |
|              | |
|              | Neoatopsyche chilensis |
|              | |
|              | Neoatopsyche obliqua |
|              | |
|              | Neoatopsyche spinosella |
|              | |
|              | Neoatopsyche unispina |
|              | |

## Bildgalleri

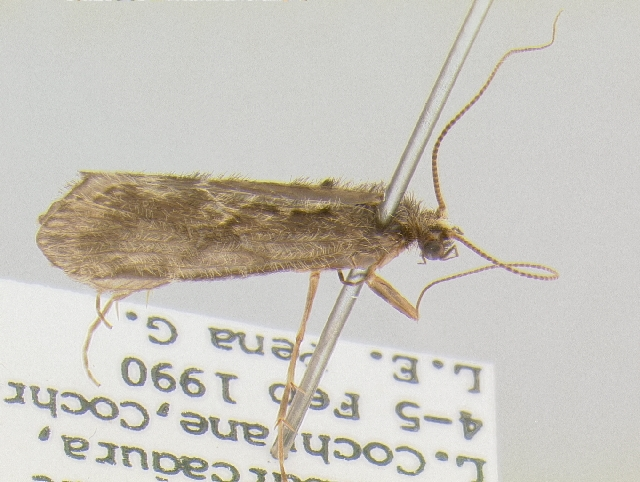